# Mölndals pastorat
Mölndals pastorat är ett pastorat i Mölndals och Partille kontrakt i Göteborgs stift i Mölndals kommun i Västra Götalands län. 
Pastoratet bildades 2014 genom sammanläggning av pastoraten:
- Fässbergs pastorat
- Stensjöns pastorat
- Kållereds pastorat

Pastoratet består av följande församlingar:
- Fässbergs församling
- Stensjöns församling
- Kållereds församling

Pastoratskod är 081801.

## Kyrkoherdar
Pastoratet bildades 1 januari 2014 och pastoratets första gemensamma kyrkoherde var Susanne Rappmann.
Den 1 september 2018 började den tidigare domprosten Carl Sjögren som kyrkoherde i pastoratet, efter att Susanne Rappmann blivit vald till biskop i Göteborgs stift.